# مناظرات دينية حول سلسلة هاري بوتر

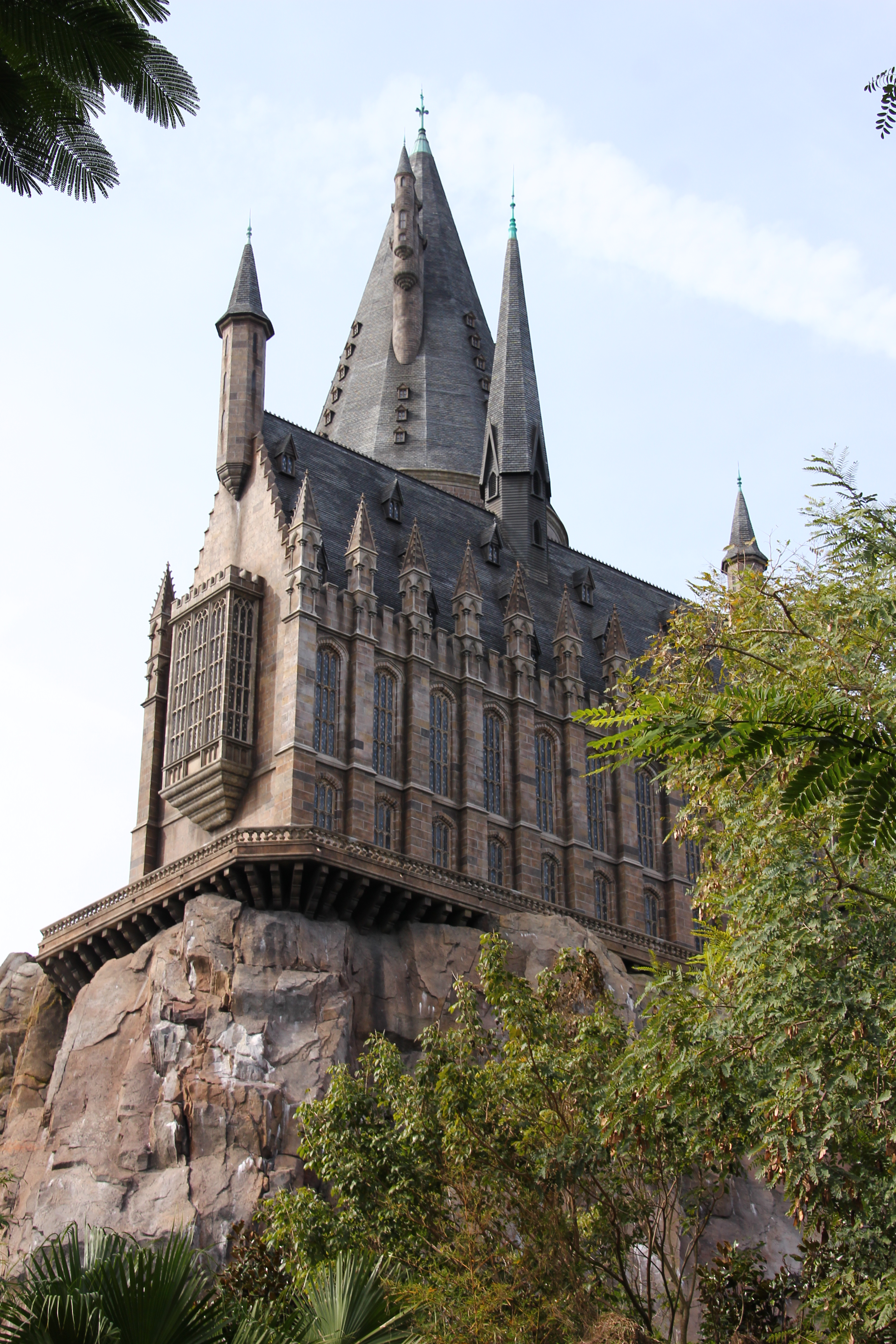

تزعم المناظرات الدينية حول سلسلة كتب هاري بوتر للمؤلفة ج. ك. رولينج أن هذه الروايات تحمل في طياتها تلميحات تنجيمية أو شيطانية. وهاجم هذه السلسلة عدد من المسيحيين البروتستانتيين والكاثوليكيين والأورثوذكسيين، كما هاجمها بعضٌ من المسلمين السنة والشيعة. أمّا مؤيدي السلسلة فقالوا إن السحر في هاري بوتر قليل المشابهة بالتنجيم؛ حيث إنه أقرب إلى سياق الحكايات الخرافية مثل سندريلا وبياض الثلج، أو إلى أعمال المؤلفَين سي. إس. لويس وج. ر. ر. تولكين المشهورَين بكتابة روايات خيالية ذات تلميحات مسيحية. إلا أن البعض الآخر يجادل بأن روايات هاري بوتر لا ترفع من شأن أية ديانة على الإطلاق، وتتجنب الخوض في النقاشات الدينية بالمرة. ومع ذلك، فإن مؤلفة الكتب ج. ك. رولينج تعترف بأنها نفسها مسيحية متدينة، وقد لاحظ الكثير الإشارات إلى المسيحية التي أدخلتها في آخر الرواية الأخيرة هاري بوتر ومقدسات الموت.
في الولايات المتحدة، أدت الدعوات التي تطالب بحظر هذه الكتب من المدارس إلى تحديات قانونية، وذلك في الأغلب على أساس أن السحر ديانة تعترف بها الحكومة، وأن إتاحة حمل الكتب في المدارس العامة يخرق قانون فصل الكنيسة عن شئون الدولة. بالإضافة إلى هذا، قامت الكنائس الأرثوذكسية في اليونان وبلغاريا بعمل حملات ضد هذه السلسلة، وأبدى بعض الكتاب والمسئولين الكاثوليكيين موقفًا نقديًا منها. وبالفعل تم حظر هذه الكتب من المدارس الخاصة في الإمارات العربية المتحدة، وتعرضت للنقد من جهة صحيفة الدولة في إيران. لكن لم تكن كل ردود الأفعال الدينية تجاه هاري بوتر سلبية، فكما تقول رولينج: على قدر ما هوجمَت السلسلة من وجهات نظر لاهوتية، فقد لقت، على الأقل، قدرًا مساويًا من الإشادة وارتقت إلى منبر الوعظ. وأكثر ما يعجبني ويرضيني أن هذه الإشادة كانت من عقائد متعددة ومختلفة.

## المسيحية

### الإنجيلية
يأتي أغلب النقد الموجه لهاري بوتر من الجماعات الأصولية الإنجيلية التي تؤمن بأن الصور الوثنية في السلسلة تمثل خطرًا على الأطفال. قام بول هيتريك، المتحدث عن جماعة «ركّز على العائلة» الأمريكية الإنجيلية التي يوجد مقرها في كولورادو سبرينغس، بتلخيص أسباب اعتراضه على هذه الصور فقال: «إنها تحتوي على دورس قيمة ومؤثرة عن الحب والشجاعة وانتصار الخير على الشر. لكن هذه الرسائل الإيجابية تأتي في وسط السحر الذي يستنكره الكتاب المقدس بشكل مباشر». وقد كانت سلسلة هاري بوتر مادة لثلاثة محارق للكتب على الأقل. في عام 2002، أصدرت دار نشر تشيك كتاب منشورات كوميدي عنوانه «الساحرة العصبية»، وهو كتاب يؤكد أن «سلسلة بوتر تفتح باب جهنم على مصراعيه لملايين لا تُحصى من الأطفال». وفي عام 2007 كتبت جاكي كومشليز مقالًا في مجلة «المسيحية اليوم» وقارنت فيه سلسلة هاري بوتر «بسم فئران ممزوج بصودا برتقال» وقالت: نحن نأتي بميّت من عالمنا ونحوّله إلى ما يسميه البعض «أداة أدبية محضة».
هناك اعتقاد شائع وسط الأصوليين من المسيحيين بأن سلسلة هاري بوتر تعزز من ديانة الويكا، مما يجعل من الإبقاء عليها في المدارس العامة خرقًا لقوانين فصل الكنيسة عن شئون الدولة في الولايات المتحدة. في ردٍّ للمحامية فيكتوريا سويني على قضية لورا مالوري، تقول فيكتوريا إنه إذا كان لزامًا على المدارس أن تمنع جميع الكتب التي تشير إلى الساحرات، فيتوجب عليها حينئذ حظر مكبث وسندريلا. وقد قامت شركة إرميا للأفلام، وهي شركة فيديو مسيحية معروفة إلى حد كبير لإصدارها فيلم سجلات كليتنون، بإصدار دي في دي بعنوان «هاري بوتر: السحر مُجمَّعًا» جاء فيه: «إن عالم هاري بوتر يقول إن شرب دم الحيوانات الميتة يعطي طاقة، والتضحية الشيطانية بالبشر والدم الفعال لهاري بوتر يجلبان حياة جديدة، والمس الشيطاني ليس خطيرًا روحيًا، والمرور عبر النار والاتصال بالموتي والتحدث إلى الأشباح والآخرين في عالم الأرواح وأكثر من ذلك يعد طبيعيًا ومقبولًا».
في عام 2001 قام الصحفي الإنجيلي ريتشارد أبانيس، الذي كتب العديد من الكتب مهاجمًا الديانات الجديدة والمورمونية، بنشر نص جدلي به ادعاءات مشابهة لتلك الموجودة في الفيديو المعروف باسم «هاري بوتر والإنجيل: الخطر الكامن وراء السحر». اشتملت الطبعات الأحدث على مقارنات وتناقضات بين هاري بوتر والأعمال التي تتضح فيها المسيحية من أعمال سي. إس. لويس وج. ر. ر. تولكين. وفي مقابلة مع موقع سي بي إن، علق أبانيس قائلًا: من أسهل الطرق لمعرفة ما إذا كان الفيلم أو الكتاب الخيالي يحتوي على سحر ينتمي لعالم الواقع هي أن أسأل سؤالًا بسيطًا، «هل سيتمكن طفلي من الوصول لمعلومات في المكتبة أو محل بيع الكتب تمكنه من تكرار ما يراه في الفيلم أو الكتاب على أرض الواقع؟» فإذا طبقنا هذا على سجلات نارنيا أو سيد الخواتم، فما نجده فيهما من قصص سحرية وخيال غير حقيقي، ولا يمكننا أن نكرره. لكن إذا ما تطرقنا إلى شيء مثل هاري بوتر وطبقنا عليه هذا، يمكن أن نجد إشارات إلى علم التنجيم والاستبصار وعلم الأعداد. ومن ثم لا يستغرق الأمر بضعة ثوانٍ للذهاب إلى محل الكتب أو المكتبة وإحضار كتب عن هذا والبدء بالتفتيش والبحث والتجربة.
أوحت المناظرات بالأفكار إلى أسطورتين حضريتين ساخرتين على الأقل على الإنترنت. ففي 2001، نشرت جريدة ذي أونيون الأمريكية الساخرة مقالًا بعنوان "هاري بوتر يشعل فتيل الشيطانية بين الأطفال". وجاء في هذا المقال أن "الكاهن الأكبر للشيطانية" وصف هاري بوتر بأنه "عطيةٌ مطلقة من الله لصالح قضيتنا". وقد نُسِخَ هذا المقال في سلسلة من الخطابات انتشرت بين المسيحيين بوصفها "دليلًا" مؤيدًا لوجهة نظرهم. في العام التالي نشرت الصحيفة الكندية اليومية ناشونال بوست مقالًا محاكيًا لهذا المقال في السخرية في العمود الساخر بوست مورتين، جاء فيه أن "رولينج -أو السيدة ج. ك. شيطان كما يجب أن نشير إليها هنا ويصبح هذا لقبًا رسميًا معتمدًا لها- قالت وهي جالسة في مقهى يوم كئيب في تساؤل عما يمكن أن تفعله في حياتها الخاوية التي لاهدف لها عندما واتتها فكرة: سأهب نفسي جسدًا وروحًا إلى سيد الظلام. وفي المقابل، سوف يعطيني ثروة غير معقولة وسلطة على الضعيف والبائس في العالم. وبالفعل استجاب لها! كما تم نسخ هذه المقالة أيضًا إلى سلسلة خطابات وتم نشرها بمثابة "حقيقة" على الإنترنت.
في عام 2009، ادّعي مات لاتمر، كاتب الخطابات السابق للرئيس الأمريكي جورج دبليو بوش، أنه أثناء حكم بوش «رفض الناس في البيت الأبيض» منح رولينج وسام الحرية الرئاسي لأن الكتب «تشجع على السحر».
على حين اعتبر الإنجيليون سلسلة هاري بوتر ذات صلة بالشيطانية، أشار اقتراع إلى أن هذا الموقف لا يدل سوى على رأي الأقلية. وفي استطلاع للرأي يبدي سبعة بالمائة من الأمريكيين الذين سمعوا عن كتب هاري بوتر رأيًا سلبيًا، واثنان وخمسون بالمائة لديهم رأي إيجابي، ويعبر الواحد والأربعون بالمائة الباقين عن عدم تأكدهم. وهذا مقارنة بثلاثة وثلاثين بالمائة من الأمريكيين الذين يشيرون لأنفسهم بالإنجيليين، وتسعة وثلاثين بالمائة ممن يأخذون الإنجيل حرفيًا. في عام 2001، قامت كنيسة ألاموغوردو كريست في نيو مكيسكو بحرق مئات النسخ من كتب هاري بوتر. قال جاك بروك، رئيس الكنيسة، إن الكتب كانت رِجسًا لأنها أوحت إلى الأطفال بدراسة التنجيم. وقد اعترف هو وأتباعه أنهم لم يقرأوا أيًا من هذه الكتب قط، وأنهم اقترعوا على قراءة بعض روايات ستيفن كينج. علق العالم الفينزويلي فيراندو باز في دارسة لتاريخ الرقابة وتدمير الكتب قائلًا: هناك أكثر من طريقة لتدمير أي كتاب، فعندما رفضت الدول إعطاء الإذن للموقَّر دوغلاس تايلور في مدينة لويستن بمين، عقد عدة تجمعات سنوية قطع فيها كتب بوتر بالمقص.
أيّد بعض الإنجيليين كتب بوتر؛ فكتبت المؤلفة كولي نيل في كتبها "ما علاقة المسيحية بهاري بوتر؟" و"الإنجيل وفقًا لهاري بوتر" و"السَحَرة وخزائن الثياب والووكيز: بين الخير والشر في هاري بوتر ونارنيا وحرب النجوم" أن كتب هاري بوتر تعطي قيمًا مسيحية ويمكن استخدامها في تعليم الأطفال العقائد المسيحية. هناك مقال لمايك هيرتنشتاين، من مجلة كورنرستون بعنوان "هاري بوتر مقابل الماجلز والأسطورة والسحر والفرح". استخدم مايك مصطلح "ماجلز" الذي جاء في السلسلة لوصف البشريين من غير السحرة، أو لوصف المسيحيين من غير ذوي الخيال. كما أصدرت مجلة «المسيحية اليوم» مقالًا مؤيدًا للسلسلة في يناير 2000 أطلقت فيه على السلسلة اسم "كتاب الفضائل"، وأجزمت بأنه مع أن "السحر الحديث ديانة خاطئة ومغرية ومورطة، ويجب علينا أن نحمي أطفالنا منها، لا يتمثل هذا في كتب بوتر ذات الأمثلة الرائعة على العطف والولاء والشجاعة والصداقة التي قد تصل إلى درجة التضحية بالذات. حلل الوزير الإيطالي المنهجي بيتر سياكشيو العلاقة بين عمل ج. ك. رولينج والديانة المسيحية معلنًا أن سلسلة هاري بوتر هي الحصيلة الإيجابية للمقابلة بين التقاليد اليهودية والمسيحية، مضافًا إلى ذلك ملامح أخري مهمة من التراث الثقافي الغربي (السلتي والشمالي والكلاسيكي).

### الكاثوليكية
لم تتخذ الكنيسة الرومانية الكاثوليكية أي إجراء رسمي تجاه الكتب، لكن قام العديد من الكاثوليكيين بما فيهم المسئولون عن الكوريا الرومانية، وهيئات رسمية أخرى بتقديم آراء مختلطة عن الموضوع.
بدأ الكاردينال جورج بيل، كبير أساقفة سيدني، في عام 2001 الكتابة عن سلسلة هاري بوتر في العمود الخاص به في صحيفة «برقية الأحد» بين الحين والآخر. مدح في أعمدته الكتب لإظهارها قيمًا «متوافقة بشدة مع المسيحية». وفي كتابه «لا تخف»، مدح الكتب بوصفها «جرعة مفيدة من الحقيقة الأخلاقية» و«حكاية جيدة».
في عام 2003، قام الأب بيتر فليتوود، الكاهن بأبرشية ليفربول والموظف حينها بالمجلس البابوي للثقافة، بالتعليق لصالح الروايات أثناء مؤتمر صحفي أعلن عن إصدار العمل المعروف باسم «اليسوع منبع الماء للحياة: انعكاس مسيحي على حركة العصر الجديد». في ردٍّ على السؤال عمَّا إذا كان من اللازم اعتبار السحر المعروض في سلسلة هاري بوتر على نفس منوال بعض ممارسات حركة العصر الجديد التي حذرت منها الوثيقة، أعلن فليتوود أنه «إذا كان ما فهمته عن نية مؤلفة هاري بوتر صحيحًا، فهي ترمي إلى مساعدة الأطفال على رؤية الفارق بين الخير والشر، وهي واضحة قدر الإمكان في هذه النقطة.» وأضاف أن رولينج «مسيحية عن قناعة، مسيحية في أسلوب حياتها، وحتى في أسلوب كتابتها.» وقد استغلت وسائل الإعلام هذا التعليق باعتباره إقرارًا بالروايات من جانب الكنيسة الكاثوليكية، واستطرادًا من جانب البابا يوحنا بولس الثاني، مع أنه لا يوجد دليل على إقرار البابا الرسمي للروايات.
وكذلك في عام 2003، وصل إلى كبير المسئولين عن مجمع عقيدة الإيمان الكاردينال جوزيف راتزنجر، الذي أصبح فيما بعد البابا بندكت السادس عشر، مخطوطة لكتاب نقد للروايات أرسلتها مؤلفة ألمانية. وقد عبَّر في رسالة خاصة عن امتنانه لوصول الكتاب إليه قائلًا: من الجيد أنك تنيرين عقول الناس بخصوص هاري بوتر، لأن هناك إغراءات متقنة لا يمكن ملاحظتها بسهولة نظرًا للمسيحية المشوهة داخل الروح، وذلك قبل أن يزداد هذا التشوية في النمو. كما اقترح عليها أن ترسل نسخة من كتابها إلى فليتوود في مجلس الثقافة. في خطاب ثان، أعطى الكاردينال للمؤلفة إذنًا بنشر خطابه. وجدير بالذكر أن هذه الخطابات التي كتبها راتزنجر جاءت قبل أن يُسهم ترقّيه إلى منصب البابوية في ترجيح أن البابا يعارض الروايات رسميًا.
جاء النقد ضد الكتب أيضًا من واحد من طاردي الأرواح في أبرشية روما، وهو الأب جابريال آرموث، الذي يؤمن بأن «وراء هاري بوتر يختبئ توقيع الشيطان، ملك الظلام.» وقد أضاف في صحيفة «البريد اليومي» أن الكتب لا تميز بين السحر الأسود والأبيض تمييزًا صحيحًا، في حين أنه في الواقع الفارق بينهما «لا يوجد، لأن السحر دائمًا ما يكون توجهًا إلى الشيطان.» ويعتقد آرموث أن الكتب يمكن أن تكون مؤثرًا سيئًا على الأطفال حيث تنمي فيهم الرغبة في التنجيم.
قبل إصدار هاري بوتر والأمير الهجين في عام 2005، أجرى السيد فليتوود مقابلة مع راديو الفاتيكان، وكان يخدم حينئذ تبعًا لمجلس المؤتمرات الأسقفية الأوروبية. أثناء المقابلة أكد فليتوود مجددًا على رأيه الإيجابي تجاه الكتب، وعلق أن جواب الكاردينال راتزنجر حينها ربما كان قد كتبه أحد أعضاء فريق المجمع، وبسهولة تم الحصول على إمضاء كبير المسئولين عن المجمع. كما أعلن أن كلًا من رأيه ورأي آرموث مجرد اختلافات في وجهات النظر الشخصية بين الكهنة.
بالنسبة للأفلام المبنية على الروايات، قام مكتب الأفلام والإذاعة بمؤتمر الولايات المتحدة للأساقفة الكاثوليكيين بتصنيف كل فيلم بمعدل " A-II" أو " A-III"، مما يعني أن محتوى الأفلام لم يتبين مُهينًا أخلاقيًا. وقد صنف المؤتمر الأسقفي فيلم هاري بوتر وسجين أزكابان ضمن أفضل عشرة أفلام عائلية في عام 2004، وفيلم هاري بوتر ومقدسات الموت - الجزء الأول ضمن أفضل أفلام عام 2010.
خصصت الجريدة الفاتيكانية «المُشاهد الروماني» صفحة كاملة للمناظرات في عددي 14 و 15 يناير 2008. فقال كاتب المقالات باولو جوليسانو إن روايات هاري بوتر تعطي دروسًا عن أهمية الحب والعطاء، لكن الأستاذ إدواردو ريالتي وصف هاري بوتر بأنه «ليس النوع الصحيح من الأبطال» وقال إنه «بالرغم من إمكانية وجود العديد من القيم الإيجابية في القصّة، ففي أساس القصة يتم عرض السحر على أنه تلاعب إيجابي وعنيف بالأشياء والناس بفضل معرفة التنجيم التي تعتبر ميزةً يمتلكها قلة مختارة. فالغاية تبرر الوسيلة لأن الأشخاص المختارين وذوي المعرفة والمثقفين يعرفون كيف يتحكمون بقوى الظلام ويحولونها إلى خير. هذه كذبة خطيرة وماكرة لأنها هي تمامًا الإغراء القديم بخلط النجاة والحقيقة بالمعرفة الخفية.» ومع ذلك، في يوليو 2009 امتدحت نفس الجريدة الموقف الأخلاقي للفيلم السادس من هاري بوتر المعروف باسم هاري بوتر والأمير الهجين قائلة: هناك خط فاصل واضح بين الخير والشر، ويوضح الفيلم تمامًا أن الخير على حق. ومن الممكن أن نفهم أيضًا أنه في بعض الأحيان يتطلب هذا عملًا جادًا وتضحية. كما أشارت الجريدة إلى أن الفيلم يوضح أن «السعي وراء الخلود متجسدًا في لورد فولدمورت» خطأ أخلاقي.
نشرت دائرة فرنسية كاثوليكية متمسكة بالتقاليد دراسة نقدية شاملة لسلسلة هاري بوتر في ضوء علم الشياطين تحت عنوان: هاري بوتر ونظام الظلام.

### الأرثوذكسية
في عام 2002، أصدرت سلطات الكنيسة اليونانية الأرثوذكسية في تراقيا بيانًا تشجب فيه سلسلة هاري بوتر لكونها شيطانية وجاء في البيان أن هذه الكتب «تعرف الناس بالشر والسحر والتنجيم وعلم الشياطين». كما انتقد البيان التشابهات المزعومة بين هاري بوتر والمسيح بقولها «لا مجال للشك في أن شخصية هاري صُنعت لتشابه مُخلِّصًا صغيرًا. فعندما وُلِد، حاول الناس قلته، ودائمًا ما تعرض للظلم، لكنه دائمًا ما يتمكن بطريقة خارقة من الانتصار وإنقاذ الآخرين. لِنفكِّر إذًا .. من أيضًا يعتبر الإله الذي عامله الآخرون بكل ظلم؟» في يونيو 2004، بعد أن قام البلغاري ستانسلاف إيانيفسكي مباشرةً بلعب دور فيكتور كروم في فيلم هاري بوتر وكأس النار، قامت الكنيسة البلغارية الأرثوذكسية بطباعة مقال في الصفة الأولى لجريدتها الرسمية تعلن فيه أن «السحر ليس لعبة للأطفال» وأن المجمع المقدَّس أوصى أن تقوم كنيسة في صوفيا بعمل طقوس دينية خاصة أيام الخميس لعلاج المصابين بالسحر أو الذين مستهم أرواح شريرة. ونُشرَت كتيبات في أنحاء المدينة تدّعي بأن إلقاء أية تعويذات من هاري بوتر «يماثل عبادة الشر» وأن «الإله يكره السحر».
غير أن الشماس الروسي الأرثوذكسي المدافع عن دينه أندري كوريف جادل في كتابه الصادر في عام 2003 بعنوان «هاري بوتر في الكنيسة: بين كراهية وابتسامة» بأن كتب هاري بوتر ليست بالخطيرة. ويتناول جداله في هذا الكتاب وجه المشابهة بين كتب هاري بوتر والقصص الخيالية والكلاسيكيات الأدبية مثل الإلياذة التي لايطلق عليها أحد لفظ «شيطانية». كما يتناول الكتاب الفرق بين السحر الموجود في السلسلة والممارسات التنجيمية الحقيقية، بالإضافة إلى القيم المسيحية الموجودة في الروايات مثل التواضع والحب والتضحية وتفضيل ما هو صائب على ما هو سهل. وهو يقتبس عن بعض الكهنة الأرثوذكسيين ومسئولي الكنائس المرموقين ممن يؤيدون رأيه مثل م. كوزلوف وس.بارفدوليوبوف.
ولقد حلل الكاتب المسيحي الأرثوذكسي والأكاديمي الأمريكي جون جرينجر السلسلة في ضوء إيجابي. وقد دافع جرينجر، وهو مسيحي كلاسيكي، عن سلسلة الكتب في كتابه «البحث عن الإله في هاري بوتر». يجادل جرينجر بأن الكتب لا تشجع على التنجيم لأن السحر فيها لا يعتمد على استدعاء أي نوع من أنواع الشياطين أو الأرواح. وهو يقارن بين السحر المهني التنجيمي (استدعاء كائنات روحية لتكون تحت إمرة من يستدعيها) والسحر التعويذي الشائع في الأدب (قول مجموعة عبارات لاستدعاء قوة من مصدر غير معروف). يقول جرينجر إن موضوعات انتصار الحب على الموت وتفضيل ما هو صائب على ما هو سهل تتوافق تمام التوافق مع المسيحية.

### الأنجليكية
رفض كبير كهنة كاتدرائية كانتربري السماح بتصوير كنيسته على أنها جزء من هوغوورتس في سلسلة أفلام هاري بوتر مُصرِّحًا بأنه من غير اللائق لكنيسة مسيحية أن تُستخدم للرُقي بصورة وثنية، في حين وافقت كاتدرائية غلوستر أن تحل محلها. واعترف المبجل نيكولاس بيري، كبير كهنة غلوستر، بأنه من المعجبين بسلسلة الكتب، وقال إنه «يعتقد أن كتاب هاري بوتر قصة أطفال تقليدية مدهشة مكتوبة ببراعة. وهو مسلٍ ومثير ومفيد، وهو بالضبط نوع القصص الذي يجب أن تقرأه العائلات». لكن هذا القرار نتج عنه إرسال الكثير من الخطابات الغاضبة إلى الصحيفة المحلية «مواطن غلوستر». قال واحد من القساوسة الشرفيين: نعم، بالفعل كانت هناك مشكلة. فقد كان هناك رجل بعينه متشدد بالإنجيلية قام بالكتابة والشكوى من أنه من غير الصائب أن تستمر مثل هذه الأشياء. ولكني لا أعتقد أن موضوع الفيلم هو ما كان معنيًا بالأمر بقدر ما كانت عملية التصوير ذاتها. وبالمثل، سمحت كاتدرائية دورهام باستخدامها في تصوير فيلمين من سلسلة الأفلام.
أبدى جورج كاري، كبير أساقفة كاتدرائية كانتربري، ملاحظات إيجابية حول فيلم هاري بوتر وحجر الفيلسوف في خطابه احتفالًا بالعام الجديد في 2002، واصفًا إياه «بالمتعة الكبيرة» وبأنه «يطرح بعض الأسئلة غاية في الجدية» حول قضايا الأخلاق.
في يونيو 2007، نشرت الكنيسة الأنجليكية كتابًا بعنوان «الاندماج مع هاري بوتر»، وهو عبارة عن ثمان وأربعين صفحة مصممة لاستخدام النظائر في الروايات لتعليم الإيمان للأطفال من سن تسع سنوات إلى ثلاثة عشر عامًا. تجادل مؤلفة الكتاب الشابة العاملة أوين سميث من كنت بأن «هذه المحاضرات تعقد مناظرة بين الأحداث في عالم هاري بوتر وأصدقائه، والعالم الذي نسعى فيه إلى تعليم الشباب الإنجيل ... وبقولنا، كما حدث بالفعل، إن هذه الكتب تحث القراء من صغيري السن على التنجيم، فبالنسبة لي نحن نهين ج. ك. رولينج كما نبالغ في الاستخفاف بقدرة الأطفال والشباب على الفصل بين الواقع والخيال».

## الإسلام
تحدث الموقع العلمي «شئون المسلمين» بإيجابية عن كلٍ من سلسلة الكتب والأفلام. لكن عددًا من العلماء المسلمين ذهب إلى أن مواضيع السحر في الكتب تتنافى مع تعاليم الإسلام. كما سجل أئمة سلسلة من «الفتاوى على الإنترنت» ضد هاري بوتر تشجبه بوصفه مخالفًا للإسلام.
تم حظر الكتب من المدارس في عام 2002 في الإمارات العربية المتحدة. نقلًا عن متحدث باسم وزارة التربية والتعليم بحكومة الإمارات، تتعارض عناصر الفنتازيا والسحر في الكتب مع القيم الإسلامية. وبرغم حظرها من المدارس في الإمارات، لا توجد أية خطط لحظرها في محلات بيع الكتب داخل البلد.
في أغسطس 2007، اكتشفت الشرطة في كراتشي بباكستان سيارة مفخخة ومنعت انفجارها، وذلك خارج مركز تسوق حيث كان من المقرر عقد مزاد علني لبيع رواية هاري بوتر الأخيرة بعد ساعات. واستجابة لهذا الحدث، تم تأجيل إطلاق الكتاب. علق مشرف الشرطة المحلية قائلًا: نحن لسنا متأكدين حتى الآن مما إذا كان هدف التفجير هو مكان إطلاق الكتاب. لكننا لا يمكننا استبعاد احتمال وجود صلة.
على حين تتوفر كتب هاري بوتر للبيع في إيران، كُتبَت مقالة في عدد يوم 26 يوليو 2007 لجريدة كيهان، التي لها صلة بالقائد الأعلى لإيران آية الله علي خامنئي، تنتقد ثقافة إيران ووزارة الإرشاد الإسلامي بها لموافقتها على توزيع الرواية الأخيرة من هاري بوتر. وادّعت المقالة أن الكتاب «يحتوي على كلمات مدمرة وجُمل تتعارض مع قيم الجمهوية الإسلامية» وأن أمن المطار فشل عندما وثق «بالناشر الأمريكي-البريطاني ذي المعاونين الصهيونيين من أمثال وارنر برذرز». كما وصفت المقالة الكتب بأنها «مشروع صهيوني» وادعت أن «الصيونية أنفقت مليارات الدولارات» عليها.

## اليهودية
وقد وصف الكثير من حاخامات اليهود كتب هاري بوتر مجمعين على أنه «قوة للخير». وفي عام 2005، ناقش مؤتمر بجامعة ريدنج ما إذا كانت كتب هاري بوتر تحتوي على «يديشي نيشاما» أو روح يهودية. ادّعى السيد جوناثان ساكس، الحاخام الرئيس بدول الكومنولث، أنه «في مجمتع ينضج فيه المراهقون مبكرًا ويتحول فيه الناضجون إلى مراهقين دائمين، يستعيد هاري بوتر مملكة الطفولة مثبتًا أنه لا يتوجب عليك الخداع لكي تفتن الآخرين».
أدى قرار إصدار الكتاب الأخير من سلسلة هاري بوتر، هاري بوتر ومقدسات الموت، في إسرائيل الساعة الثانية صباحًا يوم السبت إلى إغضاب الكثير من حاخامات إسرائيل، حيث إنه توافق مع يوم السبت اليهودي الذي تصبح التجارة فيه محرمة.

## التحديات التي واجهت السلسلة
غالبًا ما تم الهجوم على إدراج سلسلة الكتب في المدارس والمكتبات العامة نظرًا لتركيزها على السحر، وذلك على الأخص في الولايات المتحدة حيث صُنِّفت السابعة ضمن قائمة الكتب التي لاقت أكبر هجوم في المكتبات الأمريكية بين عامي 1990 و2000، بالرغم من أن أول نشر لها في الولايات المتحدة كان في عام 1998. في عام 1999، هوجمت سلسلة هاري بوتر ثلاث وعشرين مرة في ثلاث عشرة ولاية. ووفقًا لجمعية المكتبات الأمريكية، فهي الآن أكبر سلسلة تعرضت للهجوم خلال القرن الحادي والعشرين.
لكن منظمة المكتبات الأمريكية لاحظت أنه بشكل شامل تبدو معارضة سلسلة هاري بوتر في الولايات المتحدة في تضاؤل. وبما أنها كانت على قمة الكتب التي تعرضت للهجوم في المدارس الأمريكية في سنوات سابقة كثيرة، فمن المؤكد أنها فشلت في الظهور مجددًا على القمة منذ عام 2003. يُرجع المعلق الإنساني أوستين كلاين هذا التأخر إلى أن مكتبات المدارس توظف سياسة «الانسحاب» التي تتيح للآباء منع أطفالهم من قراءة الكتب التي لا يرغبون أن يتعرض أطفالهم لها.
فيما يلي مجموعة مختارة من التحديات الملحوظة التي هوجمت بها السلسلة:
في عام 1999 ردًا على الشكاوى التي قدمها ثلاثة آباء، قام مشرف مدرسة بمدينة زيلاند بولاية ميشيغان يُدعى جاري فينسترا بحصر وصول كتب هاري بوتر على التلاميذ الذين كتب آباؤهم إذنًا بذلك. ادّعت التقارير التالية لذلك أن الآباء كانوا قلقين بشأن المواضيع السحرية والمتعلقة بالشعوذة في هذه الكتب. واستجابة لهذا، بدأ الأطفال في عمل حملة كتابة خطابات، وتكوين نوادي وتقديم التماسات، والتي اندمجت جميعًا في موقع إنترنت اسمه «ماجلز من أجل هاري بوتر». وفي النهاية، اتسع مدى الموقع ليصبح منتدى للأطفال للتعامل مع الرقابة بوجه عام تحت اسم «الأطفال يتحدثون».
في عام 2000، رفعت جماعة مجلس الحرية المسيحية المحافِظة بمدينة أورلاندور دعوى قضائية ضد نظام المكتبة العامة بمدينة جاكسونفيل، حيث بدأ هذا النظام منح «شهادة هوغوورتس للإنجاز» لصغار القراء الذين ينهون قراءة الرواية الرابعة من هاري بوتر، هاري بوتر وكأس النار. جاءت شكوى من أحد الآباء تقول «إنهم إن أرادوا توزيع شهادات للسحر، فلابد لهم أيضًا من التشجيع على قراءة الإنجيل وتوزيع شهادات للتقوى». وقد تفادت المكتبة هذه الدعوى بموافقتها على منع منح الشهادة. وفي العام ذاته، قامت كارول روكوود، مديرة مدرسة في جزيرة سانت ماري الواقعة في تشاثام بكنت بإنجلترا، تمولها الكنيسة الأنجليكانية، بحظر تواجد السلسلة في المدرسة قائلة إن «الإنجيل كان واضحًا وصريحًا حين أخبرنا عن وجود السحراء والشياطين والجن، وعن قوتهم وخطرهم، وأنه لا علاقة لنا بهم جميعًا». ردًا على ذلك، صرح ستيفان سايكس، رئيس لجنة العقيدة بالكنيسة الأنجليكية، قائلًا «ترى الكنيسة أن السحر والشعوذة مخالف للمسيحية، والسيدة روكوود محقة تمامًا. لكن من الممكن أن نطلب من الأطفال الذين باستطاعتهم قراءة هاري بوتر ألا يأخذوا السحر على محمل الجد، أو من الممكن أن يستوعبوا هذا بأنفسهم». وفي شهر يوليو عام 2000، حظرت مدرسة بركينهيد الابتدائية بأوكلاندا بنيوزلاندا على المدرسين قراءة روايات هاري بوتر جهارًا في الفصول بعد شكوى الآباء من المحتوى التنجيمي المفترض للكتب. لكن الحظر أُلغي بعد قدوم شكاوى من كثير من الطلاب والآباء. وفي عام 2000 أيضًا، اشتكى الآباء المسيحيون إلى مجلس التعليم بمنطقة دورهام بأونتاريو من سلسلة هاري بوتر، واستطاعوا إزالة الكتب من أرفف مكتبات المدارس. لكن الكتب أعيدت بعد احتجاج الجمهور.
في يورك، بنسلفانيا عام 2002، حاول كل من الوالدة ديب ديوجينيو وراعي أبرشيتها حظر السلسلة من مدرسة ابنتها. قالت ديوجينيو إن هذه السلسلة «مخالفة لما ربيت عليه ابنتي. إنها سلسلة مليئة بالشر ، مليئة بالسحر .. وأنا لا أدفع ضرائب لأعلم ابنتي السحر». وفي النهاية أفضى التصويت بمجلس التعليم إلى 7 أصوات مؤيدة للإبقاء على السلسلة مقابل صوتين عكس ذلك، مع انسحاب الآباء القلقين.
في عام 2003، رفع الزوجان بيللي راي وماري نيل كاونتس في مدينة سيدارفيل بولاية أركنساس قضية ضد مجلس التعليم المحلي نيابة عن ابنتهما يطلبان فيها وضع قاعدة تفرض طلب إذن كتابي من الوالدين لقراءة كتب هاري بوتر. كما طلبت الأم أنجي هاني، بتشجيع من القس مارك هودجز، وهو عضو من أعضاء مجلس التعليم، تطبيق نفس القاعدة على أساس أن هذه الكتب «ليست قائمة على الخيال». وقرر قاضٍ بمحكمة مقاطعة بالولاية أن القاعدة غير دستورية. وقد استشهد بهذ القرار في قواضي المراقبة التالية باعتباره قرارًا أسبق. وفي نفس العام، وجهت امرأة روسية تهمًا ضد دار نشر روزمان المسئولة عن ترجمة سلسلة هاري بوتر إلى الروسية، تقول فيها إن السلسلة «تغرس بذور التطرف الديني وتشجع الطلاب على المشاركة في المنظمات الدينية لأتباع عبدة الشياطين». وقد انتهى التحقيق بعدم وجود أساس للادعاء الجنائي.
في سبتمبر 2005، حاولت لورا مالوري، والدة أربعة أطفال في مدينة لوغانفيل بولاية جورجيا، حظر سلسلة هاري بوتر من مكتبة مدرسة أبنائها على أساس أن السلسلة تعزز من ديانة الويكا، وبناء عليه يكون احتفاظ مكتبة مدرسة عامة بالكتب خرقًا لقوانين فصل الكنيسة عن شئون الدولة. وتقول على موقع لها على الإنترنت إن «سلسلة هاري بوتر تستخدم لتعليم وتعزيز السحر والويكا -وهو دين معترف به في الولايات المتحدة- في مدارسنا وفصولنا وفي هذا الجيل كله». كما قالت ماروي إن الكتب تحمل «موضعات شريرة وسحر وأنشطة شيطانية وجريمة وتضحية شريرة بالدم وسحر وتعليم أطفال لكل هذا». وأضافت مالوري، المسيحية المُبشِّرة، أنها تؤمن أن الكتب شجعت الأطفال على ممارسة السحر الديني أو بمعنى آخر أن يصبحوا من أتباع ديانة الويكا. وعلقت كذلك قائلة إنها لم تقرأ السلسلة كاملة قائلة: «إنها طويلة جدًا ولا وقت لدي، فأنا أم لأربعة أطفال. لكنني بذلت مجهودًا كبيرًا في ما درسته وقرأته منها. وصِدقًا، أظن أنني سأعتبر نفسي منافقة قرأت السلسلة كلها». وبعدما رفضت المدرسة الدعوى التي قدمتها مالوري إليها، أحالت مالوري القضية إلى لجنة الاستئناف بالمدرسة، لكنها لاقت الرفض مجددًا. ويوم 20 أبريل 2006، أحالت مالوري القضية إلى مجلس التعليم بمقاطعة غوينيت، لكن المجلس صوت بالإجماع ضدها في 11 مايو. وفي يونيو 2006، تقدمت مالوري باستئناف ضد قرار مجلس التعليم بالمقاطعة بالمجلس الأعلى للتعليم بجورجيانا. ولاقى هذا الاستئناف الرفض في سبتمبر من العام ذاته. وفي يناير 2007، تقدمت بالاستئناف إلى المحكمة العليا بغوينيت. ورفض الاستئناف مجددًا بعد ثلاثة أشهر. وقد فكرَت في إحالة القضية إلى المحكمة الفيدرالية، لكنها قضت الصيف التالي لذلك مع زوجها وأبنائها الأربعة. وهي الآن كاهنة رسمية للأطفال والمراهقين الشباب، وتقول إن قضيتها ضد سلسلة هاري بوتر أوحت إليها بمهنة جديدة.
في يوليو 2006، استقالت ساريا آلان، مدرس مساعد في مدرسة دوراند الابتدائية في حيّ ستوكويل بجنوب لندن، من بعد إيقافها عن العمل مؤقتًا لرفضها الاستماع إلى تلميذة عمرها سبع سنين وهي تقرأ كتاب من كتب هاري بوتر في الفصل. من منطلق أنها من الخمسينيات النشطات، قالت للتلميذة: «إنني لا أقوم بالسحر في أية صورة له»، وأضافت أنها ستكون «ملعونة» إن سمعت الرواية تتلى عليها. أحالت آلان النزاع بينها وبين المدرسة إلى محكمة العمل، مستشهدة بأوجه تمييز ديني ومطالبة بتعويض عن الأضرار. ويحتج محامي المدرسة بأن «إيقافها عن العمل يعزي إلى تصرفاتها التي تعيق شئون العمل على مر الوقت. لم يكن هذا بسبب اليوم المذكور فحسب». وقد نُظِر في القضية في يونيو 2007، وحكمت المحكمة لصالح المدرسة.
وفي سبتمبر 2007، جذب القس رو باركر في كنيسة سانت جوزيف في مدينة ويكفيلد بولاية ماساتشوستس الانتباه على المستوى الدولي بعد سحبه للكتب من أرفف مدرسة ابتدائية إعدادية بأبرشيته. وفقًا لجمعية المكتبات الأمريكية، فهذه هي المرة الأولى التي حُظِرَت فيها الكتب في ولاية ماشاتسوستس. وتزعم أبرشية بوسطن الرومانية الكاثوليكية أن هذا كان فعلًا منفردًا لا دخل للكنيسة به. وفي هذا الصدد يقول: «يمكن أن تكون بالفعل سلسة عظيمة، لكن لبعض الناس هي وسيلة لمزاولة بعض الأنشطة التنجيمية. والسحر والشعوذة ليسا من الموضوعات اللائقة بمدرسة كاثوليكية، ولا أريد الآباء أو الأبناء أن يظنوا أننا نوافق عليها في مكتبتنا». كما يزعم أن أفعاله لا تختلف البتة عن حماية الأطفال من حساسية الفول السوداني، فيقول: «ما فعلته هو بدء حظر زبدة الفول السوداني الروحية لسلسلة هاري بوتر».

## الرد على النقد

### الويكا
ردًا على النقد الذي يقول إن سلسلة الكتب تعزز من ديانة الويكا، جادلت مجموعة من الذين يدينون بالويكا وبعض المعلقين الآخرين أن تعريف النقاد للويكا يتداخل مع ممارسات روحانية كثيرة ومتنوعة لا تلتقي فعليًا مع الويكا إلا في القليل من الأشياء. كما ركزوا على الاختلافات بين السحر الذي تشتمل عليه الويكا، وهو السحر المهني التنجيمي الذي يتخذ من القوى الإلهية مصدرًا له، والسحر الذي تصوره سلسلة هاري بوتر وهو ببساطة إلقاء التعويذات دون استدعاء أية آلهة. وأشار نقد لاسطوانة الدي في دي «هاري بوتر: السحر مجمعًا» إلى أن «مناجاة الموتى والعالم الروحي والسحر واللعنات والرموز والسحر الأسود والمس الشيطاني» التي جاءت جميعها في السلسلة على أنها دليل يثبت تعزيز هاري بوتر لديانة الويكة، ليست جزءًا من المعتقدات في ديانة الويكا.
ليست الممارسات الكهانية مثل النظر في البلورة السحرية والتنجيم، رغم توظيفها على هيئة شخصيات في سلسلة الكتب، فريدة من نوعها أو محورية في ديانة الويكا، وتُعامَل في الروايات معاملة ذل وسخرية. ووفقًا للكاتبة كريستين شوفير، يعتبر مُدرِّس الكهانة بالمدرسة «دجالًا غامضًا حالمًا يدعي الخبرة» يسخر منه الطلبة والمدرسين على حد سواء. كما تزعم شوفير أنه في عالم هاري بوتر «يفقد تقليد الكهانة القائم على الحدس مصداقيته تمامًا».
يقول تحليل موقع religioustolerance.org لكتاب «الساحرة العصبية» لصاحبه تشيك إن بطلة تلك الرسوم الهزلية تصيح لأنها تمرست المهنة (بمعنى آخر الويكا) «عن طريق سلسلة كتب هاري بوتر! لقد أردنا القوة، لذا استعننا بالأرواح المرشدة، ومن ثم جاءت تلك الأرواح». وحقيقةً، لا علاقة للأرواح المرشدة بالسحر في سلسلة هاري بوتر، ولا يسعى أتباع ديانة الويكا وراء هذه الأرواح. فهذه الأرواح ظاهرة من ظواهر العصر الجديد.

### التنجيم في مقابل السحر في الخيال والقصص
بغض النظر، فقد تعرضت التصريحات المشابهة لما في «السحر مجمعًا»، من أن السلسلة تصور ممارسات تنجيمية حقيقية من أي نوع، لنقد لاذع. فكتب الكاتب المسيحي ستيفان د. جريدانوس أن السحر في روايات هاري بوتر ليس سحرًا شعائريًا مهنيًا تنجيميًا مستمدًا من الويكا أو التنجيم، ولكنه من نفس نوع السحر «الخيالي» في أعمال ج. ر. ر. تولكين وسي. إس. لويس. فهو يقول «على العكس تمامًا، فالسحر في عالم رولنج خيالي بشكل قاطع، بل وهو أبعد عن ممارسات السحر في عالم الواقع من ذلك الموجود عند تولكين أو لويس. ومثلهم فهو لا يعرض أي خطر ملموس لأي محاكاة مباشرة». ويؤكد تشالز كولسون، كاتب العمود بمجلة «المسيحية اليوم» أن السحر في هاري بوتر «ميكانيكي بحت مضاد للسحر التنجيمي. بمعنى آخر، يلقي هاري وزملاؤه التعويذات ويقرؤون البلورات ويحولون أنفسهم إلى حيوانات، لكنهم لا يتصلون بعالم خارق. فهذا ليس السحر الموجود في الواقع والذي يدينه الإنجيل». ودوَّن أوستن كلاين أن «سلسلة هاري بوتر بكل بساطة ليست ذات صلة بالويكا كما تمارس الآن. وما قامت به ج. ك. رولنج هو أن بحثت عن ممارسات الويكا وأدخلت بعض عناصرها في السلسلة لتضفي على سلسلتها مسحة من الحقيقة، لكنها هي والويكا يعتمدان على ذات التقاليد القديمة والقصص. ومن ثم، فالتشابه بينهما لا مفر منه. وهذه التقاليد والقصص ليست دون أدنى شك إشارة إلى أن السلسلة تهدف إلى» إقناع«الناس بالويكا باعتبارها ديانة».
جاء جون جرانجر في كتابه بما يظن أنه الفارق الحاسم بين ما يسميه السحر المعني التنجيمي (استدعاء الأرواح) والسحر عند رولنج وهو الشائع في الأدب، وفيه تفي الوصفة التي ينطق بها الشخص بالغرض، كما يقول إن عرضها للعالم المادي على أن به ما يفوق ما نراه يخدم القضية المسيحية التبشيرية.
وعلّق كوني نيل بأن «هناك 64 مرجعًا حقيقيًا للسحر في أول أربعة كتب من سلسلة هاري بوتر، لكن لابد أن نراهم في السياق لندرك أنهم لا يعلمون السحر أو الشعوذة. وقد حسم كثير من الذامين الذين قرأوا السلسلة قرارهم بأن السلسلة شريرة حتى قبل أن يقرأوها. فلقد جاءوا بعدسة مكبرة وبحثوا عما يريدون أن يجدوه فحسب مستخدمين في ذلك منهج الاختزالية الأدبي. ويمكن أن يطبق أي شخص المنهج الذي انتهجوه في سلسلة هاري بوتر على رواية ترنيمة عيد الميلاد للكاتب تشارلز ديكنز. هذه محض سخافة».
وفي عام 2001 انتقد ماسيمو إنتروفيغن، الخبير الإيطالي في إنشاء حركات دينية، الدوافع الأصولية للارتياب في الخيال، ويقول «إن الأصوليين يرفضون، بل ويحرقون، إنتاج الثقافة الشعبية المعاصرة كله لأن هذا الإنتاج ليس في جوهره مسيحيًا من ناحية طريقة الإنتاج واللغة والأسلوب. [...] ويدرك معظم الأطفال أن السحر يستخدم في القصص الخيالية وقصص الخوارق للأطفال على أنه لغة قديمة ترجع إلى قرن من الزمان، كما يدركون أن هذا مجرد خيال لا حقيقة. وإذا رفضنا مبدأ استخدام السحر في صورة اللغة، فينبغي علينا حينئذ على الأقل أن نكون أصوليين حتى النفس الأخير ونرفض قصص» ماري بوبينز«و»بيتر بان «و»الأميرة النائمة «، ونصر على أن ترتدي سندريلا برقعًا».

### العلمانية
جاء رد آخر على من يزعمون أن السلسلة تعزز من ديانة السحر، وهم المسيحيون الناقدون لسلسلة الكتب ومؤديوهم على حدٍ سواء. ومفاد هذا الرد أن السلسلة بعيدة تمام البعد عن الدين ولا تعزز أي دين بأي شكل كان. وبغض النظر عن الاحتفال بعيد الميلاد وعيد القيامة، والكاهن غير الطائفي الذي يشرف على جنازة دمبلدور وحفل زواج ويزلي، فالممارسات الدينية شبه غائبة عن السلسلة. تعلق ليندي بيم، العضو في جماعة «ركز على العائلة» في مقالها بالجريدة بشأن السلسلة أن «الخلل في الجانب الروحاني في سلسلة هاري بوتر ليس كبيرًا إلى حد أن تتلاعب بالقوى الخارقة المظلمة، بل إن هذا يجعلها تقر بأنه لا توجد قوى خارقة على الإطلاق. وعليه، فهذه القصص ليست مليئة بالسحر، ولكن بالعلمانية». وقد مجّد الملحدون والعلمانيون سلسلة هاري بوتر لإصرارها على اتخاذ طابع غير ديني. ودّون ميكا لا فاك مانتي على الموقع الليبرالي Left2Right قائلًا «إن الدين لا يلعب أي دور في السلسلة. فليست هناك كنائس أو أية مؤسسات دينية أخرى، ولا يصلي أحد ولا يتأمل، وحتى الجنائز ليست لها مراسم دينية». وعند النظر إلى دور الدين في هاري بوتر ومقدسات الموت، يرصد هيتشنز العلمانية الواضحة في هذه الرواية، مصرحًا بأن شخصيتي هاري وهيرميوني تمتلكان فضائل أخلاقية وفي الوقت تبديان تجاهلًا للأفكار المسيحية. يجادل ليف جروسمان في مقال له بجريدة التايم بعنوان «من يمون في سلسلة هاري بوتر؟ الإله؟»، قبل نشر الرواية السابعة والأخيرة في السلسلة، بأن «هاري بوتر يعيش في عالم خالٍ من أي شكل من أشكال الدين أو الروحانية. وهو يعيش محاصرًا بالأشباح، لكنه ليس لديه أحد يدعوه أو يصلي له، حتى لو كانت عنده الرغبة في ذلك، وهو ما ليس صحيحًا». ويمضي جروسمان ليقارن بين هاري بوتر وأعمال أخرى من الخيال يبدو فيها الدين أكثر وضوحًا مثل سجلات نارنيا لصاحبها سي. إس. لويس وسيد الخواتم للكاتب ج. ر. ر. تولكين.

### ردّ رولينج
طالما أنكرت ج. ك. رولينج أن كتبها لا تؤدي بالأطفال إلى السحر. وقالت في مقابلة لها مع سي إن إن في عام 1999:
"لم أبدأ كتابة هذه الكتب لأشجع أي طفل على ممارسة السحر مطلقًا. وهذا يثير ضحكي قليلًا لأن الفكرة في حد ذاتها في غاية السخافة بالنسبة لي. لقد قابلت مئات الآلاف من الأطفال ولم يحدث ولو لمرة واحدة أم جاءني طفل وقال "سيدة رولينج، أنا سعيد جدًا لأنني قرأت هذه الكتب لأنني الآن أريد أن أغدو ساحرًا".
في مقابلة على برنامج «دوني وماري» عام 1999، قال رولنج «إنك لديك كامل الحق، طبعًا، كما لكل الآباء الحق، وأنا من الآباء، في تقرير ما يُعرض على طفلك. لكنك لا تملك الحق في تقرير ما يعرض على أطفال الآخرين. وهذا ما أراه بشأن هذا الموضوع».
كما قالت في مجلة انترتينمنت ويكلي عام 2000 إن «الممارسين من أتباع الويكا يظنون كذلك أنني ساحرة، وأنا لست كذلك».
عندما سُئلت رولينج عن الجدال المثار حول فيلمها الوثائقي «أنا وهاري بوتر»، قالت «إن الناس ليبالغون في التقليل من شأن الأطفال. فهم يعرفون أن هذا مجرد خيال. وعندما يجادل الناس بوجهة النظر هذه، فلا أظن أنهم يستخدمون منطقهم استخدامًا جيدًا. بل وإنني سأفاجأ إن كان بعضهم قد قرأ السلسلة أصلًا».

## المسيحية في السلسلة
على حين يصف الكثير السلسلة بأنها علمانية أو شيطانية، فقد ذهب الكثير من الكتاب، ومنهم رولينج، في الاتجاه المعاكس ليشرحوا أن السلسلة تعزز القيم المسيحية بكل شدة.
حضرت رولينج مَجمَعًا بكنيسة اسكتلندا أثناء كتابتها لهاري بوتر، وكانت أختها الكبرى جيسيكا تُعمَّد لتعتنق هذا الدين. وقد قالت رولينج في حوار لها مع شبكة إم تي في عام 2007 «إنني أذهب إلى الكنيسة بمفردي، وأنا لا أتحمل مسئولية المتطرفين من معتنقي ديانتي». وفي عام 2000، عندما سألها الصفحي ماكس ويمان من صحيفة ذا فانكوفر صن عمّا إذا كانت مسيحية، أجابت قائلة:
«نعم أنا مسيحية، وهو ما يبدو أنه يهين الحقوق الدينية أكثر بكثير من قولي إنني لا أؤمن بوجود إله. وكل مرة يسألني أحدهم إذا ما كنت أؤمن بوجود إله أجيب بالإثبات، لأنني أؤمن بذلك، لكن أحدًا لا يتعمق في أي شيء بعد هذا السؤال، ولا بد أن أقول إن هذا يناسبني تمامًا؛ لأنني إن تحدثت بمطلق الحرية في هذا الصدد، فسيتمكن القراء الأذكياء، سواء كانوا 10 قُرّاء أم 60 قارئًا، حسب ظني، من تخمين الأحداث القادمة في السلسلة».
فيما يتعلق بمذهبها الديني، قالت رولينج: «أنا شخصيًا أظن أنكم تستطيعون رؤية مذهبي بوضوح في السلسلة. فبالطبع تعتبر مدرسة هوغورتس مدرسة متعددة المذاهب». وتزعم رولينج أنها كانت حريصة تمام الحرص على ألا تصبغ رواياتها بأية صبغة دينية واضحة، خشية أن يبرز أي دين فيها على أي دين آخر. كما قالت إن المغزى الأخلاقي من الروايات بالنسبة إليها يبدو «واضحًا تمام الوضوح». ولم يكن أمامها سوى أن تختار بين ما هو صائب وما هو سهل «لأنه عند هذه النقطة يبدأ الطغيان، حيث يفتر الناس ويسلكون الطريق السهل، وفجأة يجدون أنفسهم في مأزق كبير». بعد مقابلة لها في إم تي في إثر نشر كتابها الأخير، نُقل عنها أنها قالت «بالنسبة لي كانت آوجه التشابه الدينية واضحة طوال الوقت، لكنني لم أشأ قطّ أن أتحدث بانفتاح عن هذا لأنني ظننت أن هذا يمكن أن يظهر للناس الذي لم يريدوا سوى القصة في أي تجاه نحن ذاهبون».
وصفت رولينج في عام 2007 خلفيتها الدينية في مقابلة مع الصحيفة الهولندية «دي فولكسكرانت» قائلة:
«ترعرتُ رسميًا في كنيسة إنجلترا، لكنني في الواقع كنت غريبة الأطوار بين أسرتي. فنحن لم نتحدث مطلقًا عن الدين في بيتنا. ولم يؤمن والدي بأي شيء، وكذلك كانت أختي. وكانت أمي تزور الكنيسة مصادفةً، وغالبًا ما كان ذلك يحدث في عيد الميلاد. أما أنا، فقدت كنت فضولية للغاية. فمذ كنت في الثالثة عشرة أو الرابعة عشرة، كنت أذهب إلى الكنيسة بمفردي. كان ما يقال هناك يثير اهتمامي وآمنت به. وعندما دخلت الجامعة، زاد حسي الانتقادي وازداد ضيقي بعجرفة المتدينين وبذلك قلت زياراتي إلى الكنيسة شيئًا فشيئًا. والآن عدت إلى نقطة البداية: نعم أنا أؤمن. ونعم أذهب إلى الكنيسة، كنيسة بروتستانتية هنا في إيدنبرغ. زوجي أيضًا نشأ بروتستانتيًا، لكنه ينحدر من ماعة اسكتلندية صارمة جدًا، جماعة غير مسموح فيها بالغناء والكلام».
أحيانًا ما عبرت رولينج عن تناقض في المشاعر حيال مذهبها الديني. في عام 2006 في مقابلة مع مجلة تاتلر، أوضحت رولينج قائلة «تمامًا مثل غراهام غرين، أحيانًا يكون إيمان هو إيمان بعودة إيماني. فهو مهم بالنسبة لي». وعندما سئلت في برنامج وثائقي بعنوان «ج. ك. رولينج: عام في الحياة» عما إذا كانت تؤمن بوجود إله، قالت «نعم. وهذا ما يجعلني أكافح. لا يمكن أن أتظاهر بأنني لست مُحمّلة بالشكوك في كثير من الأشياء وهذا أحد تلك الأشياء، لكنني أجيب بنعم». وكانت إجابتها عندما سئلت إذا كانت تؤمن بالآخرة هي «نعم. أظن أنني أؤمن بها». وفي مقابلة لها في عام 2008 مع الصحيفة الإسبانية الباييس، قالت رولينج «أشعر بأنني أنجذب إلى الدين، لكن في الوقت ذاته تخالجني الكثير من الشكوك. أنا أعيش حالة من التقلب الروحي. ولكنني أؤمن ببقاء الروح».

### رولينج وجماعة الإينكلنج
قارن العديد من الكتاب المسيحيين رولينج بجماعة الإينكلنج التي تضم سي. إس. لويس وج. ر. ر. تولكين وتشارلز وليامز، وهي جماعة تستعرض المواضيع المسيحية والأخلاقيات في سياق الخيال. متقبسًا عن كتاب جون جرينجز، يعقد ديف كوبيل مقارنات بين الاستخدام الشائع لكل من رولنج ولويس للرموز المسيحية، مثل الأسود وآحادي القرن والظبيان. فهو يقارن بين السلسلة وحكايات لويس الرمزية المسيحية. وفي ذلك يقول "في ذروة أحداث رواية غرفة الأسرار، ينزل هاري إلى عالم سفلي عميق، ويواجهه تابعان شيطانيان (فولدمورت والأفعى الضخمة)، وينقذه من الموت إيمانه بدمبلدور (الإله الآب ذي اللحية / قديم الأزل)، وينقذ العذراء (فيرجينيا ويزلي) ويرتقي إلى النصر. إنها حكاية "رحلة الحاج" في ثوب جديد لمشاهدين جُدد. (وقد سبق هذا الاقتباس كشف رولينج لحقيقة أن الاسم الكامل لجيني ويزلي هو جينيفرا وليس فيرجينيا).
على أن كتاب مسيحيين آخرين يجدون صياغة رولينج للسحر أقل قبولًا من تلك عند لويس وتولكين. دون ستيفن د. جريدانوس في مقاله "هاري بوتر وغاندالف"، أنه في أعمال تولكين ولويس يقتصر السحر على العوالم الغريبة بقوانينها الخاصة، على حين يتعايش عالم رولينج مع عالمنا". وهو يظن أن هذا شيء خاطئ ويعبر عن ذلك قائلًا "لويس ينتهج منهجًا معاكسًا لها تمامًا حيث إنه يوضح مدى خطورة وخطأ أي شكل من أشكال السحر في عالمنا، وكيف أنه يتعارض تمامًا مع المسيحية". وكذلك يرصد جون أندرو موراي أن سلسلة رولينج تصور السحر على أنه قوة طبيعية يمكن التلاعب بها، على حين يصور لويس وتولكين السحر على أنه هبة تمنحها قوة عليا. وفي ذلك يقول موراي "على الرغم من أوجة التشابه السطحية، فعالما رولينج ولويس بعيدان عن بعضهما بعد المشرق والمغرب. فعمل رولينج يدعو الأطفال إلى عالم يعتبر فيه السحر عالمًا "حياديًا" تتحدد فيه السلطة بذكاء الشخص فحسب. لكن لويس يدعو القراء إلى عالم لا يقر بسلطة الإله فحسب، بل يحتفل بها، عالم يردد صدى خيره وعنايته".
لكن موقف رولنج من الإينكلينج، ومن لويس على وجه الخصوص، خضع للتغيير. ففي واحدة من أولى مقابلاتها في عام 1998 قالت إنها طالما أكنَّت حبًا مستمرًا مدى الحياة لسي. إس. لويس. وهي تقول «حتى الآن، إن كنتُ قي غرفة مع أحد كتب سلسلة نارنيا، فإنني سآخذه بدون تردد وأقرؤه من جديد». لكن في مقابلاتها الأخيرة كانت لها رأي آخر. فقد قالت لسيدني مورنينج هيرالد عام 2001 «لقد عشقتُ كتب لويس عندما كنت طفلة، وتعلقت به جدًا لدرجة أنني لم أفكر أنه كان ينتهج طريقة وعظية على وجه الخصوص. وعند قراءتي لهذه الكتب الآن أجد أن رسالته المموهة ليست مموهة جدًا». وفي مقابلة مع ليف جروسمان عام 2005 قالت «تأتي لحظة في رواية لويس» المعركة الأخيرة«حين تقع سوزان، الفتاة الكبرى، في حب نارنيا لرغبتها في أحمر الشفاه. وقد أصبحت زنديقة وكان السبب الأساسي في هذا أنها وجدت متعة الجنس. وأنا لديّ مشكلة كبيرة في هذا».
وصرحت لمجلة التايم عام 2007 قائلة «لم أخطط لأن أحول ديانة أي أحد إلى المسيحية. لم أكن أحاول أن أفعل ما فعله سي. إي. لويس. من الممكن تمامًا أن يعيش المرء حياة أخلاقية دون أن يؤمن بوجود إله، وأظن أنه من الممكن تمامًا كذلك أن يعيش المرء حياة تخللها الأفعال السيئة والإيمان بوجود إله».
وبخصوص توليكن، قالت رولينج في عام 2000 «لم أقرأ رواية الهوبيت إلا بعد كتابتي لأول رواية من سلسلة هاري بوتر، على الرغم من أنني قرأت سيد الخواتم عندما كنت في التاسعة عشرة. أظن، بغض الطرف عن الحقيقة الجلية في أن كلانا يستخدم الأساطير والخرافات، أن التشابهات بيننا سطحية جدًا. لقد خلق تولطين عالمًا جديدًا كاملًا من الأساطير، وهو ما لن أزعم أبدًا أنني فعلته. ومن ناحية أخرى، أظن أن لديّ نكات أفضل منه».

### الحكايات الرمزية المسيحية في مقدسات الموت
لفت عدد من المعلقين الانتباه إلى المواضيع والمراجع الإنجيلية في روايتها الأخيرة في سلسلة هاري بوتر، هاري بوتر ومقدسات الموت. وفي عدد من مجلة نيوزويك عام 2007 علقت ليزا ميلر بأن هاري بوتر يموت ثم يعود إلى الحياة لينقذ البشرية، مثله مثل المسيح. وتوضح أن عنوان الفصل الذي يحدث فيه هذا –«صليب الملك»- يمثل إشارة محتملة إلى صليب المسيح. وهي كذلك تستعرض المشهد الذي يموت فيه هاري مؤقتًا، موضحةً أنه يضع هاري في محيط مشابه للجنة حيث يتحدث إلى شخصية أبوية «تصاحب قوتها الخارقة رسالة حب عميقة». ويجادل ميلر بأن هذه التشابهات تجعل من الصعب الإيمان بأن أساس هذه القصص شيطاني. وهناك أيضًا تخمينات، من بودكاست هاري بوتر المعروف باسم «المرجل المثقوب» في الحلقة الخامسة عشرة بعد المائة بعنوان «مقدسات الموت تلك» في قسم كانون كونكلوجن مع ستيف فاندر آرك، مفادها أن المقدسات تناظر الثالوث المقدس. ويتقبل هاري الموت كما فعل المسيح، وكلاهما يرجع من الموت ويهزم الشيطان/فولدمورت. يضيف جيفري ويز في صحيفة «ذا دالاس مورننج نيوز» أن الاستشهاد بالإنجيل في قوله «وآخر عدو ينبغي هزيمته هو الموت» المحفور على ضريح والدي هاري يشير إلى انتصار المسيح على الموت في نهاية العالم. وكذلك يعود الاقتباس القائل «حيثما كان كنزك كان قلبك أيضًا» الموجود على قبر عائلة دمبلدور إلى إنجيل متّى الآية 6:21، ويشير إلى معرفة الأشياء ذات القيمة الحقيقة في الحياة. في هذا الصدد قالت رولينج في مؤتمر كتاب مفتوح في أكتوبر 2007: «السلسلة بريطانية الطابع، لذا من العملي جدًا وجود اقتباسات من الإنجيل على الأضرحة، لكنني أظن أن هذين الاقتباسين الموجودين في مقدسة جودريك على وجه التحديد يلخصان السلسلة كلها تقريبًا».

## اقرأ أيضًا
- هاري بوتر وحجر الفلاسفة
- هاري بوتر وحجرة الأسرار
- هاري بوتر وسجين أزكابان
- هاري بوتر وكأس النار
- هاري بوتر وجماعة العنقاء
- هاري بوتر والأمير الهجين
- هاري بوتر ومقدسات الموت

- الموقع الرسمي لسلسلة أفلام هاري بوتر
- موقع هاري بوتر العربي